# Qiu Bo

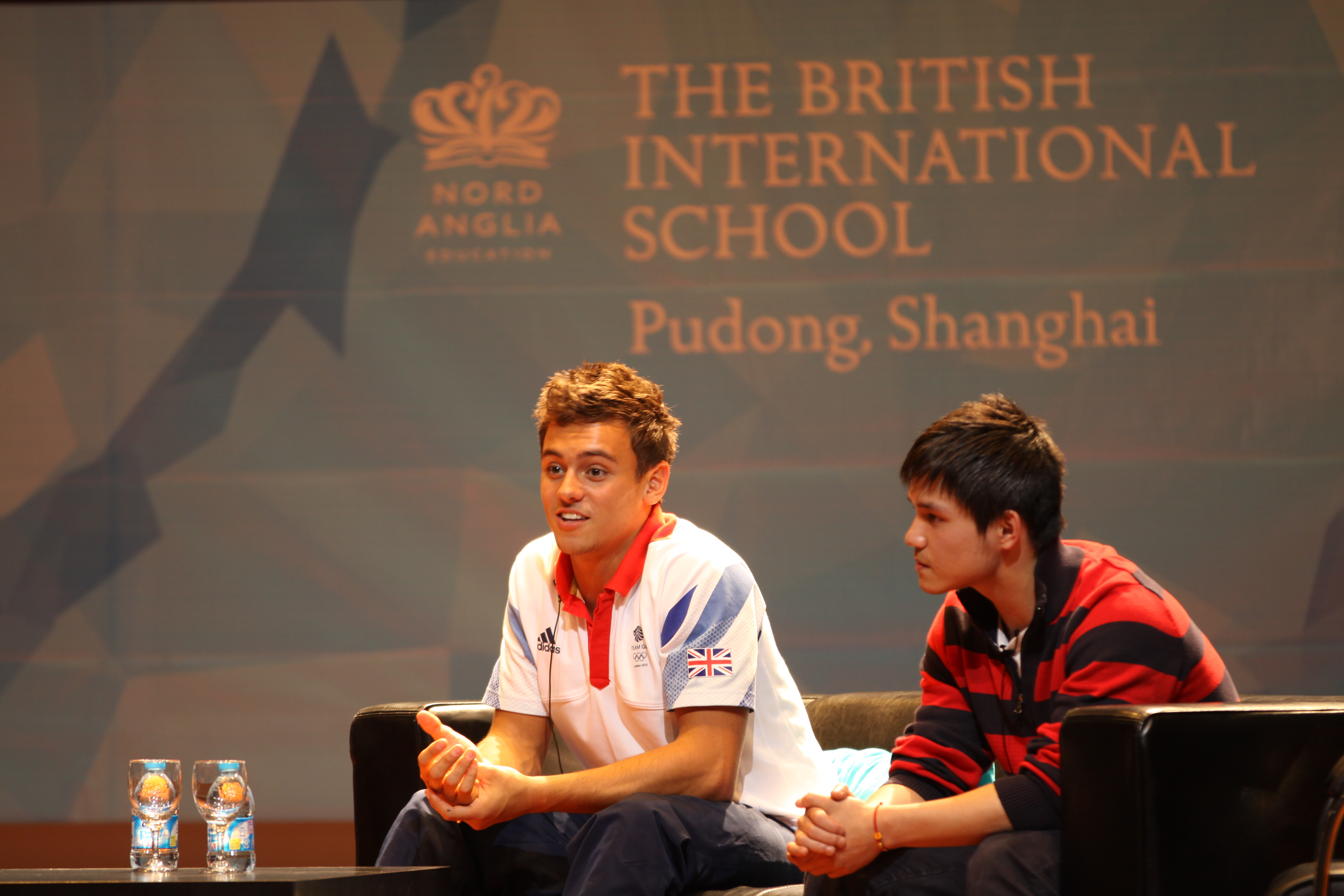
Tom Daley und Qiu Bo (rechts), 2012

Qiu Bo (chinesisch 邱波, Pinyin Qiū Bō; * 31. Januar 1993 in Neijiang) ist ein chinesischer Wasserspringer. Er startet im 10-m-Turm- und Synchronspringen. Er ist viermaliger Weltmeister (2011, 2013, 2015) und gewann eine Silbermedaille bei den Olympischen Sommerspielen 2012.

## Leben
Qiu Bo kam 1993 als Sohn von Fabrikarbeitern in Neijiang zur Welt. Mit fünf Jahren begann er eine Amateursportschule zu besuchen, die er aber bald wieder verlassen musste, nachdem seine Eltern arbeitslos geworden waren. Erst mit finanzieller Unterstützung weiterer Familienmitglieder konnte er das Training fortsetzen. Als Qiu sieben Jahre alt war, empfahl ihn sein Trainer für das Provinz-Wasserspringteam, wodurch die Kosten seiner weiteren Ausbildung vom Staat übernommen wurden. Kurz nach den Olympischen Sommerspielen 2008 wurde Qiu in das chinesische Nationalteam aufgenommen. Er wurde bekannt für seine ausgeprägte Selbstdisziplin und Präzision, die sich häufig in Höchstnoten auszahlten.
Qiu Bo nahm 2009 in Rom erstmals an den Schwimmweltmeisterschaften teil. In einem spannenden Finale wurde er im Turmspringen Zweiter hinter Tom Daley. Bei den Heimweltmeisterschaften 2011 in Shanghai wurde er dann erstmals Weltmeister. Er gewann mit Huo Liang das 10-m-Synchronspringen und war auch im 10-m-Turmspringen nicht zu schlagen.
2010 startete er bei den ersten Olympischen Jugend-Sommerspielen in Singapur. Dort gewann er souverän Gold vom 3-m-Brett und vom 10-m-Turm. Bei den Olympischen Sommerspielen 2012 in London musste er sich im Turmspringen in einem hochklassigen Finale dem US-Amerikaner David Boudia geschlagen geben und gewann die Silbermedaille.
Bei den Schwimmweltmeisterschaften 2013 in Barcelona und 2015 in Kasan wurde Qiu Bo jeweils Weltmeister im Turmspringen vor David Boudia. Bei den Olympischen Sommerspielen 2016 in Rio de Janeiro missrieten ihm beim 10-m-Turmspringen zwei Versuche, so dass er trotz eines Sprunges mit Höchstnote nur auf den sechsten Platz kam.